# Survivorship bias
Il survivorship bias o survival bias (in italiano bias del sopravvissuto o pregiudizio di sopravvivenza) è l'errore logico che si commette allorquando, per valutare una situazione, si prendano in considerazione solo gli elementi (persone o cose) che hanno superato un determinato processo di selezione, trascurando i restanti; tipicamente ciò avviene poiché i primi sono fisicamente disponibili/visibili e i secondi no. Questo, come gli altri bias cognitivi, porta a conclusioni statisticamente non veritiere.
Si tratta di un sottocaso della più generale fallacia statistica nota come effetto di selezione.

## Esempi

### In architettura e costruzione
La storia dell'architettura civile e urbana mostra un processo evolutivo fatto di rinnovamenti e rivoluzioni: si costruiscono via via nuovi edifici, secondo aggiornati canoni stilistici, esigenze funzionali e conoscenze tecnologiche, mentre la gran parte dei vecchi edifici viene via via demolita. Solo le costruzioni strutturalmente sane e quelle ritenute più belle e più utili sopravvivono nel tempo, mentre i fabbricati strutturalmente più fragili vanno a sparire per cause naturali e quelli non più funzionali, o ritenuti esteticamente meno gradevoli, vengono eliminati per mano dell'uomo. Gli edifici del passato giunti sino a noi sono soltanto quelli che hanno superato questa costante selezione; non sono pertanto testimonianze rappresentative dello standard architettonico di un'epoca, ma piuttosto dell'eccellenza architettonica di quell'epoca. L'esperienza visiva diretta dei soli edifici storici sopravvissuti e l'invisibilità dei tanti scomparsi (non-sopravvissuti) fa percepire l'architettura del passato come esteticamente e strutturalmente migliore rispetto a come effettivamente fosse nella sua globalità e anche rispetto all'architettura contemporanea, comprensiva anche di ciò che verrà eliminato in futuro.

### In campo militare

Le parti danneggiate in aerei sopravvissuti ad azioni di guerra rappresentano zone non vitali in cui i velivoli possono subire danni senza che questi impediscano il rientro alla base, mentre le zone integre sugli aerei sopravvissuti sono le aree presumibilmente colpite negli aerei abbattuti e dunque vitali (es. i motori). (L'immagine mostra dati ipotetici.)

Durante la seconda guerra mondiale, lo Statistical Research Group (SRG) della Columbia University studiò come minimizzare le perdite di bombardieri sotto il fuoco nemico. Lo statistico Abraham Wald, membro di detto gruppo di ricerca, prese in considerazione nei suoi calcoli il survivorship bias per stimare correttamente in quali punti gli aeromobili necessitassero di essere rinforzati. Esaminati i danni riportati dai velivoli rientrati dalle missioni, in contraddizione con le conclusioni a cui era giunto l'esercito americano (cioè rinforzare le aree più colpite dell'aereo), Wald raccomandò di aggiungere invece protezioni (corazzature) alle aree che presentavano il minor danno. Wald notò che i militari tenevano conto soltanto dei bombardieri rientrati dalle missioni (sopravvissuti) e non di quelli indisponibili per valutazioni fisiche poiché abbattuti o dispersi (non-sopravvissuti). Wald considerò che le aree dei bombardieri superstiti crivellate di colpi dimostravano di poter subire danni senza impedire il rientro alla base dei velivoli. Per questa ragione, ritenne che a dover essere maggiormente rinforzati fossero piuttosto i punti che si presentavano ancora integri sugli aerei superstiti, quelli che, se colpiti, potevano causare la perdita del mezzo, come presumibilmente era accaduto agli aerei che non avevano fatto ritorno. L'opera di Wald è considerata fondamentale per l'allora nascente branca della matematica applicata nota come ricerca operativa o teoria delle decisioni.

### In campo religioso
In De natura deorum, Cicerone espone un esempio del bias del sopravvissuto:
(Cicerone, De natura deorum, III, 89)